# Hosokawa Tadaoki

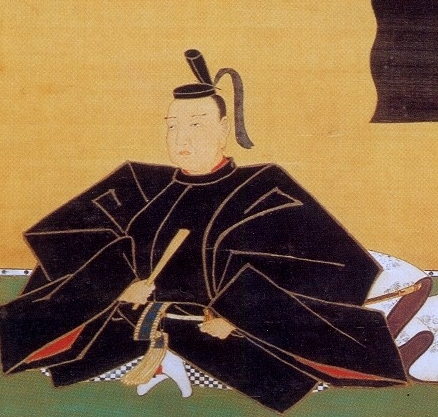
Hosokawa Tadaoki

Hosokawa Tadaoki (japanisch 細川 忠興; geb. 28. November 1563; gest. 18. Januar 1646) war ein Daimyō zu Beginn der Edo-Zeit. 

## Leben und Wirken
Hosokawa Tadaoki war der älteste Sohn von Hosokawa Fujitaka (細川藤高; 1534–1610). Er diente zunächst Oda Nobunaga, der ihm 1580 die Provinz Tango gab. Er hatte die Tochter von Akechi Mitsuhide geheiratet, aber als Mitsuhide ihn um Unterstützung für seinen Plan bat, Nobunaga zu beseitigen, weigerte sich Tadaoki entrüstet und versteckte seine Frau an einem sicheren Ort. Während des Kyūshū-Feldzuges 1587 wurde seine Frau in Osaka unter dem Namen Gracia getauft. 1590 nahm Tadaoki an dem Feldzug gegen die Hōjō in Odawara teil, wobei er beauftragt wurde, die Burg Nirayama (韮山城) in der Provinz Izu zu erobern.
Nach dem Tod von Toyotomi Hideyoshi setzte Tadaoki, dessen Sohn eine Tochter von Maeda Toshiie geheiratet hatte, seinen ganzen Einfluss daran, dass dieser sich nicht von Tokugawa Ieyasu trennte, den er auf dem Feldzug gegen Uesugi Kagekatsu begleitet hatte. In dieser Zeit ordnete Ishida Mitsunari an, dass alle Frauen und Kinder von den Daimyō, die sich nicht von Ieyasu getrennt hatten und ihm folgten, ergriffen werden und in die Burg Osaka gebracht werden sollten. Als die Abgesandten bei Hosokawa erschienen, informierte Ogasawara, der Hausälteste, seine Herrin, dass er einen Befehl von Tadaoki hatte, sie eher zu töten als sie an die Feinde des Hauses auszuliefern. Gracia unterwarf sich dem Wunsch ihres Mannes und starb im Jahr 1600 mutig im Alter von 38 Jahren.
Nach der Schlacht von Sekigahara 1600 wurde Tadaoki von Tango nach Kyūshū versetzt, wo er die Provinz Buzen und zwei Distrikte der Provinz Bungo erhielt. Er und seine Nachkommen residierten in Kokura mit einem bedeutenden Einkommen von 3700 Koku. Erst ab dieser Zeit nannte Tadaoki sich Hosokawa. Während des Feldzuges gegen die Burg Osaka 1614 sollte er die Aktivitäten des Shimazu-Klans beobachten. Aber er begnügte sich damit nicht, sondern beteiligte sich entscheidend 1615 an der Eroberung der Burg, was das Ende des Toyotomi-Klans bedeutete. 
1619 schor Tadaoki sein Haupt, nannte sich Sōritsu (宗立) beziehungsweise Sansai (三斎) und überließ die Verwaltung des Besitzes seinem Sohn Tadatoshi. Er starb mit 81 Jahren, bekannt nicht nur als Krieger, sondern auch als Poet. Er beschäftigte sich auch mit der Etikette und den Zeremonien (有職故実, Yūsoku kojitsu), gehörte als Teemeister zu „Sen no Rikyus sieben großen Schülern“ (千利休七哲) und verfasste auch Bücher zu dem Thema.